# Ampere
L'ampere o amper (símbol A) és la unitat del Sistema Internacional d'Unitats de la intensitat de corrent elèctric {\displaystyle I} i una de les set unitats base. Un ampere és la intensitat de corrent que originen 1/1,602 176 634 × 10−19 càrregues elèctriques elementals quan circulen per un circuit elèctric en un segon.
La definició d'ampere des del 2018 es fonamenta en l'adopció del valor numèric fixat per a la càrrega elèctrica elemental {\displaystyle e}, igual a 1,602 176 634 × 10−19 C, essent 1 C = 1 A⋅s, ensems que el segon és definit en funció de la freqüència de transició hiperfina de l'estat fonamental impertorbat de l'àtom de cesi 133, {\displaystyle \Delta \nu }, igual a 9 192 631 770 Hz o s−1. Fou anomenada en honor d'André-Marie Ampère (1775-1836), científic francès considerat el pare de l'electromagnetisme.
En termes pràctics, l'ampere és la mesura de la quantitat de càrrega elèctrica que passa per un punt en un circuit elèctric per unitat de temps amb 6 241 509 074 460 762 000 càrregues elementals (un coulomb, C) per segon.
{\displaystyle 1\,A={\frac {1\,C}{1\,s}}}

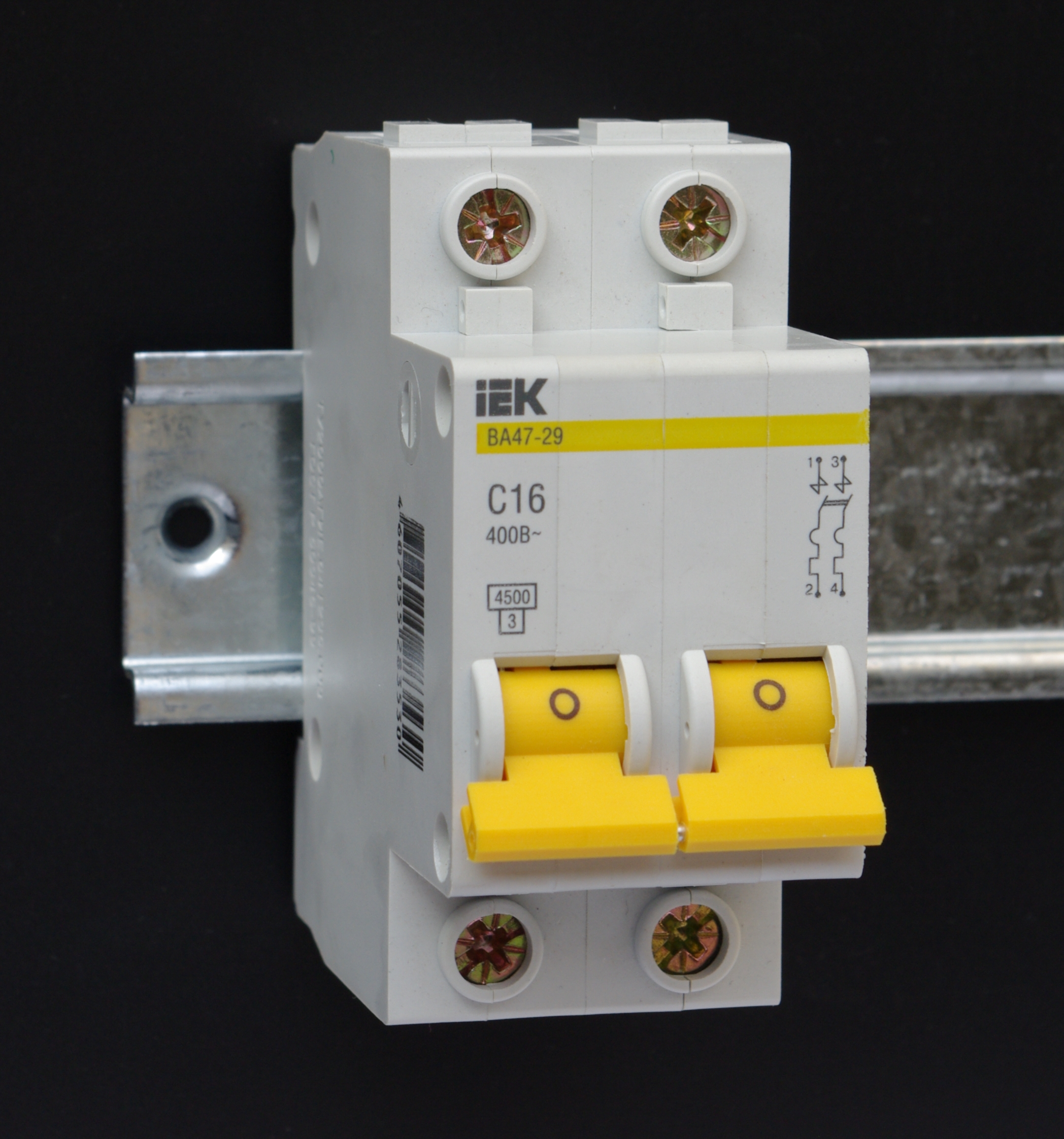
Interruptor diferencial C16 permet el pas d'un corrent elèctric de 16 ampers sense actuar, i talla el corrent quan se supera aquest valor.

L'ampere es fa servir per especificar el flux d'electricitat en electrodomèstics, com ara assecadors de cabells (15 amperes per a un model de 1 800 watts de potència), cables d'extensió (normalment d'1 a 20 amperes), interruptors diferencials automàtics domèstics (de 15 a 20 amperes per a una sola línia), soldadura per arc (fins a uns 200 amperes) i més. A la vida quotidiana, hom experimenta una àmplia gamma d'intensitats de corrent: una làmpada LED de 15 watts consumeix una petita fracció d'un amper (0,0652 A o 65,2 mA); el moment de càrrega d'un telèfon intel·ligent pot circular pel cable un corrent de 2 A, 3 A o més; durant l'ús normal es consumeixen entre 0,1 A i 0,5 A; un llamp pot transportar 100 000 amperes o més.

## Història
Correspongué a la British Association for the Advancement of Science (Associació Britànica per al Progrés de les Ciències) la tasca de facilitar el primer conjunt de mesures elèctriques establert científicament. Arran de la proposta dels enginyers telegrafistes britànics Josiah Latimer Clark (1822-1898) i Charles Tilston Bright (1833-1888), l'Associació Britànica adoptà, l'any 1861, un sistema d'unitats elèctriques i patrons —fonamentat primerament en el sistema absolut metre-gram-segon i, ulteriorment (1873), en el cegesimal (o CGS)—, el qual havia de donar compte de les diverses magnituds elèctriques.

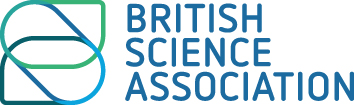
Logo de l'actual British Science Association.

La magnitud, sovint poc pràctica, de les unitats anteriors per a l'ús quotidià feu necessària la creació d'una segona sèrie d'unitats, derivades de les primeres, a les quals s'assignà una fracció o un nombre determinat d'unitats electromagnètiques. A aquestes unitats hom donà un nou nom, amb el qual es pretenia retre homenatge a diverses figures insignes de la història de l'electricitat. En aquest sentit, s'anomenà volt la nova unitat electromagnètica de tensió o força electromotriu; ohm, la unitat de resistència; i farad, la unitat de càrrega o quantitat elèctrica, nom que també es conferí a la unitat de capacitància. La unitat d'intensitat, per acabar, es denominà weber a proposta de J.L. Clark, si bé alguns erudits preferiren emprar l'expressió farad per segon. Així mateix, es formaren múltiples i submúltiples de les unitats esmentades a partir dels prefixos d'ús habitual.
La cientificitat i l'homogeneïtat del sistema de la British Association feren que la seva proposta esdevingués un preludi de què serien els acords internacionals del Congrés d'Electricistes, el qual es reuní el 15 de setembre de 1881 en el Palau del Trocadéro amb motiu de l'Exposició Internacional d'Electricitat de París (1 d'agost - 15 de novembre). De les diverses discussions i debats en resultaren els acords següents: a) se sancionà el sistema CGS d'unitats elèctriques com a sistema universal de mesures; b) es mantingueren el volt, l'ohm i el farad per a designar, respectivament, les unitats de força electromotriu, resistència i capacitància elèctriques; c) la unitat d'intensitat, seguint la recomanació de Joseph J. Thomson (1856-1940), s'anomenà ampere, en substitució de la denominació britànica weber; i d) es designà amb el nom de coulomb la unitat de quantitat o càrrega elèctrica.

L'any 1889, el Congrés Electrotècnic, reunit a París, decidí sancionar el joule, el watt i el quadrant com a unitats de treball, potència i inducció, respectivament. L'any 1891 (Frankfurt), s'hi acordà l'ús de les abreviatures següents: A (ampere), C (coulomb), F (farad), J (joule), O (ohm), V (volt), W (watt).

Segell del BIPM.

No fou fins al 1935 que la Comissió Internacional Electrotècnica sol·licità a l'Oficina Internacional de Pesos i Mesures (BIPM) l'adopció d'unitats per a mesurar l'energia elèctrica proposant com a unitats elèctriques l'ampere, el coulomb, l'ohm i el volt. D'aquestes unitats s'acceptà només l'ampere, que s'afegí al sistema establert MKS, quedant com a sistema nou el MKSA (metre-kelvin-segon-ampere).
El Comitè Internacional de Pesos i Mesures (CIPM) el 1946 decidí que les noves unitats entrarien en vigor l'1 de gener de 1948. L'octubre de 1948, la 9a Conferència General de Pesos i Mesures (CGPM) aprovà les decisions preses pel CIPM. La definició de l'ampere, escollida pel CIPM, es referia a la força entre cables paral·lels que transporten un corrent elèctric i tenia l'efecte de fixar el valor numèric de la permeabilitat magnètica del buit μ0 (també anomenada constant magnètica). El valor numèric de la permitivitat elèctrica del buit ε₀ (també anomenada constant elèctrica) quedà fix a conseqüència de la nova definició del metre adoptada el 1983.
Tanmateix, la definició de l'ampere de 1948 resultà difícil de realitzar i els estàndards quàntics pràctics (basats en els efectes Josephson i Hall quàntic), que vinculen tant el volt com l'ohm a combinacions particulars de la constant de Planck {\displaystyle h} i la càrrega elemental {\displaystyle e}, s'empraren gairebé universalment com a realització pràctica de l'ampere mitjançant la llei d'Ohm. Com a conseqüència, fou natural no només fixar el valor numèric d'{\displaystyle h} per redefinir el quilogram, sinó també fixar el valor numèric d'{\displaystyle e} per redefinir l'ampere per tal de posar els estàndards elèctrics quàntics pràctics en exacta concordança amb el SI. La definició actual basada en un valor numèric fix per a la càrrega elemental, {\displaystyle e}, fou adoptada a la Resolució 1 de la 26a CGPM (2018).

### André-Marie Ampère

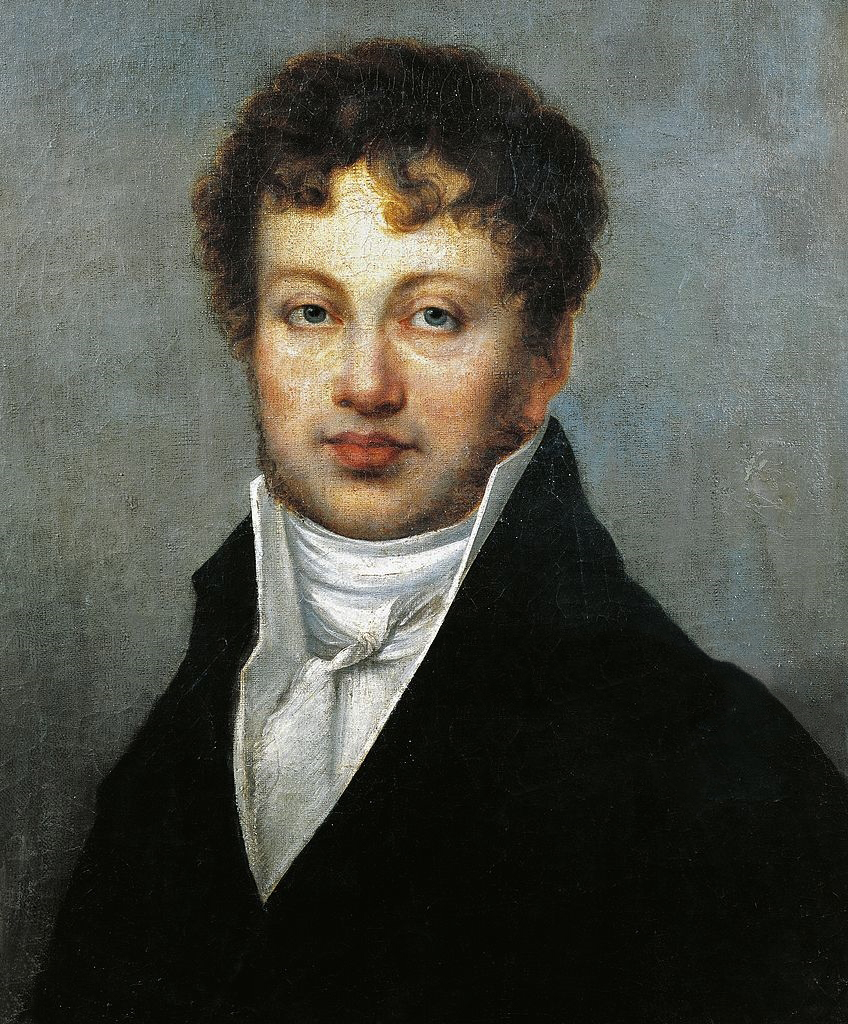
André-Marie Ampère.

André-Marie Ampère (Polémieux, Lió, 22 de gener de 1775 — Marsella, 10 de juny de 1836) fou un físic francès autodidacte, que s’interessà per totes les branques del coneixement. Nat al si d'una pròspera família burgesa durant l'apogeu de la Il·lustració francesa, personificà la cultura científica del seu temps. Son pare, Jean-Jacques Ampère, fou un reeixit mercader i, ensems, un admirador de la filosofia de Jean-Jacques Rousseau, les teories pedagògiques del qual, esbossades en el seu tractat Émile, constituïren el fonament de l'educació d'Ampère. Rousseau sostenia que els joves havien d'evitar l'ensenyament formal i procurar, en canvi, una «educació directa de la natura». El pare d'Ampère materialitzà aquest ideal en permetre que el seu fill s'autoeduqués dins els murs de la seva ben proveïda biblioteca. Als vint-i-sis anys fou professor de física i química a l’École Centrale de Bourg-en-Bresse, capital del departament d'Ain, on el 1802 redactà la seva primera memòria científica, sobre la teoria dels jocs. Gràcies a ella aconseguí el 1805 una plaça de professor assistent de matemàtiques a l’École Polytechnique de París, creada el 1794, i en fou nomenat titular el 1809. Un any abans, l'emperador Napoleó Bonaparte, impressionat pel seu talent, el nomenà inspector general d’instrucció pública. Des del 1814 fou membre de l’Académie de Sciences, ensenyà a la Universitat de París filosofia a la facultat de lletres, i física a la de ciències i, des del 1824, al Collège de France. La seva vida, influïda per l’execució a la guillotina del seu pare el 1793, per la mort de la seva primera muller el 1803, després d’un molt breu matrimoni, i per un segon matrimoni desgraciat, fou un seguit de períodes de descoratjament i moments d’entusiasme.
Els seus primers estudis se centraren en la química (1807 a 1815). En destaca la distinció que realitzà entre àtoms i molècules i enuncià, independentment de l’italià Amedeo Avogadro (1776-1856), la llei d’Avogadro, també coneguda com a llei d'Avogadro-Ampère. Després s'interessà per l'electromagnetisme quan, el 1820, conegué les experiències d’Ørsted sobre la desviació d’agulles imantades per un corrent elèctric. Estudià l’acció mútua entre imants i corrents; distingí entre la quantitat de corrent elèctric que passa per un conductor i la força impulsora (diferència de potencial o tensió); experimentà l’acció mútua entre fils conductors paral·lels; concebé el solenoide; suggerí com mesurar els corrents determinant la desviació donada a un imant (anticipant-se al galvanòmetre); proposà que el magnetisme era degut al moviment de càrregues en la matèria (avançant-se molt a la posterior teoria electrònica de la matèria). Arribà a formular les lleis bàsiques de l’electromagnetisme, que exposà en la seva obra del 1827 Sur la théorie mathématique des phénomènes électrodynamiques uniquement déduite de l’expérience.

## L'ampere en el nou sistema d'unitats

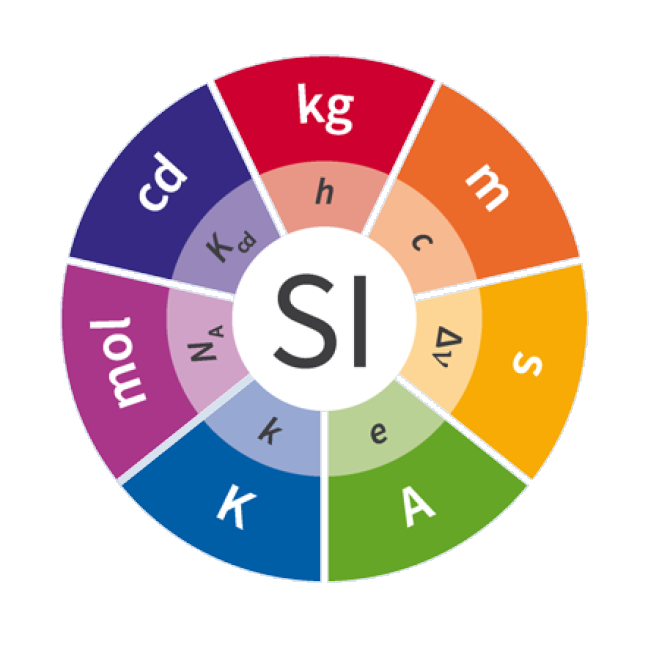
Representació de les set unitats bàsiques del sistema internacional i les constants amb la qual estan relacionades.

Des del 1948 fins al 2018 l'ampere es definia com la intensitat d'un corrent constant que, mantenint-se en dos conductors paral·lels, rectilinis, de longitud infinita, de secció circular menyspreable i situats a una distància d'un metre un de l'altre, al buit, produiria entre aquests conductors una força igual a 2 × 10–7 newton per metre de longitud. Aquesta definició implica que la permeabilitat magnètica del buit tengui un valor constant i igual a μ0 = 4π × 10–7 m·kg·s2· A–2.
Com que els cables infinitament llargs i les cambres de buit generalment no eren disponibles, l'ampere no es podia realitzar físicament segons la seva pròpia definició, tot i que, amb considerable dificultat, es podia aproximar en un laboratori. Igualment insatisfactori era el fet que l'ampere, tot i ser una magnitud elèctrica, es definís en termes mecànics. Amb la nova definició d'ampere del 2018 es deslliga de la definició de quilogram i la constant de permeabilitat magnètica del buit μ0 deixa de tenir un valor exacte.

### Realitzacions pràctiques
Hi ha proposats tres mètodes per a dur a terme la realització pràctica de l'ampere:
1. Basant-se en la llei d'Ohm {\displaystyle V=R\cdot I} i les realitzacions pràctiques de les unitats de tensió o diferència de potencial {\displaystyle V} i resistència elèctrica {\displaystyle R} basades en l'efecte Josephson i Hall quàntic, respectivament. Al nou SI les constants KJ (constant de Josephson) i RK (constant de von Klitzing) tenen valors exactes: {\textstyle K_{J}=2e/h} i {\textstyle R_{K}=h/e^{2}}, on {\displaystyle h} és la constant de Planck i {\displaystyle e} la càrrega elèctrica elemental.[10]
2. Mitjançant el recompte de càrregues individuals que flueixen per unitat de temps. Cal un circuit elèctric que permeti el transport individual i controlat d'electrons, la qual cosa s'aconsegueix amb un transistor d'electró únic (SET). Els transistors SET permeten el transport individual i controlat d'electrons i la generació de corrents quantitzats.[10]
3. Usant la relació que es produeix en el procés de càrrega d'un condensador, i les realitzacions pràctiques del volt, del farad i del segon. Aplicant una rampa de tensió {\displaystyle V} a un condensador de capacitància {\displaystyle C} es genera una intensitat de corrent {\displaystyle I}. La càrrega elèctrica {\displaystyle Q} d'un condensador és: {\displaystyle Q=C\cdot V}. Derivant i suposant constant la capacitància del condensador: {\textstyle dQ/dt=I=C\cdot dV/dt}.[10]